# Ruslan Abışov
Ruslan İbrahim oğlu Abışov (Baku, 10 ottobre 1987) è un ex calciatore azero, di ruolo difensore.

## Caratteristiche tecniche
È un difensore centrale.

## Carriera

### Club
Nel 2006 debutta con il Neftchi Baku.

### Nazionale
Conta varie presenze con la Nazionale azera.